# أنديرس اولسون (كاتب)
أنديرس اولسون (بالسويدية: Anders Olsson) هو ناقد أدبي وكاتب وشاعر سويدي، ولد في 19 يونيو 1949 في Huddinge Municipality ‏ في السويد.